# Bartolommeo Cennini

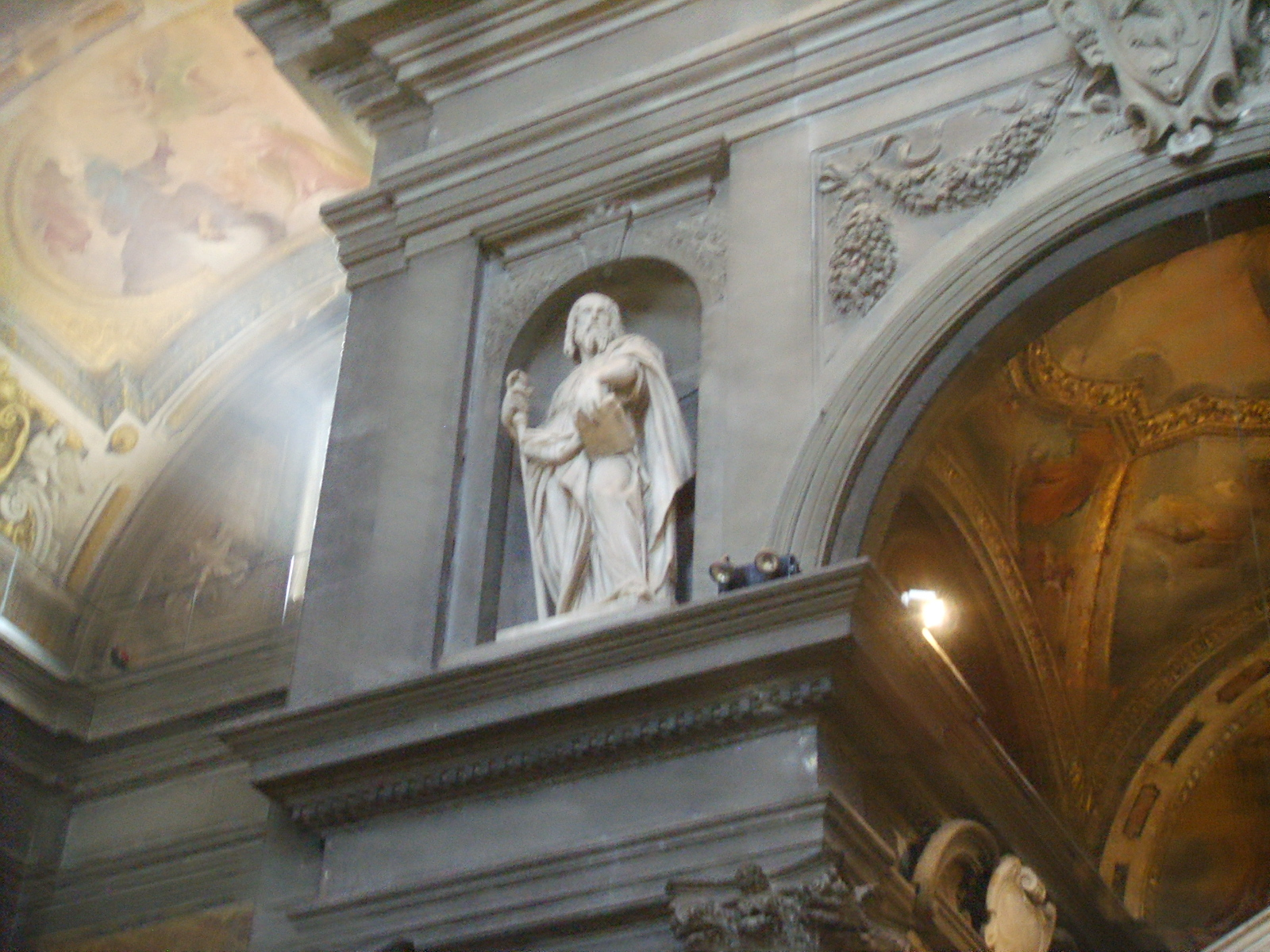
San Filippo,église Santi Michele e Gaetano, Florence.

Bartolommeo Cennini (Florence, ? - Florence, 22 août 1674) est un sculpteur italien qui fut actif au XVIIe siècle.

## Biographie
Bartolommeo Cennini est un sculpteur et fondeur de bronze qui  a fait son apprentissage auprès de Pietro Tacca.
À Rome, il a aidé Le Bernin pour les bronzes de la Basilique Saint-Pierre.
Son chef-d'œuvre est un crucifix en bronze situé dans l'Église Ognissanti de Florence.
Carlo Marcellini est un de ses élèves.

## Œuvres
- Crucifix en bronze, Ognissanti, Florence,
- Buste du Christ et  San Filippo, église Santi Michele e Gaetano, Florence,
- Umiltà (1647), Basilique Saint-Pierre de  Rome[1].
- Place Saint-Pierre de Rome.